# Stéphane Berry
Pour les articles homonymes, voir Berry (homonymie).
Stéphane Berry était jusqu'en 2017 un réalisateur et producteur français de films pornographiques gay. Il est considéré comme « un des nouveaux talents du porno gay à la française ».

## Biographie
Il jouait parfois comme acteur dans ses films, mais sa principale activité était d'écrire et de réaliser ses films. Il crée la boîte de production Stéphane Berry Productions, devenue Berry Prod. Ses vidéos mettent en scène de jeunes  hommes du genre « minet, version « crevette », mais également le mec bien foutu d'une trentaine d'années ».
En 2013, il réalise Le Garçon du lac, une adaptation pornographique du film L'Inconnu du lac d'Alain Guiraudie, qui retient l'attention de la critique,,. 

## Filmographie choisie
- 2000 : Apartment #69[6]
- 2000 : One Last Time[6]
- 2000 : Les Bons Amis / Minets en banlieue[6]
- 2001 : Souvenirs de Mont-Cul (Snow Job)[1]
- 2002 : Les Fantasmes de Stéphane[7]
- 2003 : Plaisirs multiples
- 2003 : Sex Squat
- 2005 : Cidre, Sexe & Sun (Steam, Sex & Sun)[6]
- 2005 : Happy Sex Birthday[6]
- 2005 : 37°9 (Boiling Point)[6]
- 2006 : Les Bâtards (Love from Cannes)[6],[7]
- 2006 : Au pays des mille et une bites (Meet Me at the Casbah)[6]
- 2006 : Max au pays du Manneken-Pis (Weekend in Belgium)[6],[7]
- 2006 : People X
- 2007 : French Fuckers[7]
- 2007 : N°19
- 2008 : Désir X
- 2008 : X Stories
- 2008 : Les phantasmes de Stéphane 2
- 2008 : Outdoor Fuck Fest
- 2008 : Sexe 24/24
- 2009 : Brut de sexe
- 2009 : Défonce à l'usine
- 2010 : Une baise presque parfaite 1[7],[8]
- 2010 : Une baise presque parfaite 2
- 2010 : 20 Ans et sans tabous
- 2010 : Kiffe mon mec
- 2010 : Casting & Intimité
- 2011 : 18/25, Le Club des baiseurs
- 2011 : 18 ans : les bacheliers du sexe[7],[8]
- 2011 : Le Démon qui m'habite[7]
- 2011 : On baise!
- 2011 : Prends-moi!
- 2011 : Le Mobil-home à cul
- 2012 : À nous les p'tits Frenchies
- 2012 : Accros à la queue[7],[8]
- 2012 : Les Ch'tis Baiseurs[7],[8]
- 2012 : Internat pour garçons[7],[8]
- 2012 : Une baise presque parfaite 3: Le Combat des régions
- 2013 : Baise-moi
- 2013 : Infidèles[7],[8]
- 2013 : Jeune et baisable
- 2013 : Le Garçon du lac[8]
- 2013 : Caste-moi et défonce-moi ![7],[8]
- 2013 :  Gay House, chambres d'hôtes 5 étoiles
- 2014 : Entre parenthèses
- 2014 : Apéro Sex[7]
- 2014 : Baise Appart'
- 2016 : Coup de poker
- 2017 : Les Queutards[7],[8]
- 2017 : Sur ta gueule

## Distinctions
- PinkX Gay Video Awards 2012 : meilleur réalisateur